# Ресурси і запаси молібдену
Ресурси і запаси молібдену (рос. ресурсы и запасы молибдена, англ. molybdenum resources and reserves, нім. Ressourcen f pl und Vorräte m pl an Molybdän).

## Загальна характеристика

Світові ресурси молібдену, які виявлено в 37 країнах, становлять 28220–29440 тис. т (за різними джерелами). За період 1993—1997 рр. вони збільшилися на 15,5 % за рахунок приросту виявлених і прогнозних ресурсів в основному в країнах Південної Америки — Чилі, Аргентині і Перу, а також у Монголії і Канаді. Велика частина світових ресурсів зосереджена в Америці — 20800 тис.т (73,7 %). В Азії їх 5150 тис.т (18,2 %), в Європі — 1640 тис. т (5,8 %), в Австралії і Океанії — 530 тис. т (1,9 %), в Африці — бл. 100 тис.т (0,4 %). Розподіл ресурсів по континентах в останні роки істотно не змінився: частка Америки збільшилася на 1 %, частка Європи скоротилася на 0,8 %.
Табл. Запаси молібдену на межі ХХ–XXI ст. (тис.т)
| Континенти, країни  | Запаси підтв. | Частка у світі, % | Запаси загальні |
| Європа              | 10            | 0,1               | 10              |
| Болгарія            | 10r           | 0,1               | 10r             |
| Азія                | 2269          | 25,5              | 3703            |
| Вірменія            | 680r          | 7,6               | 700r            |
| Іран                | 120r          | 1,3               | 360r            |
| Казахстан           | 480r          | 5,4               | 500r            |
| КНР                 | 500r          | 5,6               | 1220r           |
| Монголія            | 237r          | 2,7               | 484r            |
| Туреччина           | 52r           | 0,6               | 72r             |
| Узбекистан          | 145r          | 1,6               | 150r            |
| Філіппіни           | 31r           | 0,3               | 100r            |
| Африка              | 19            | 0,2               | 19              |
| Намібія             | 9r            | 0,1               | 9r              |
| Нігер               | 10r           | 0,1               | 10r             |
| Америка             | 6499          | 73,1              | 9889            |
| Аргентина           | 541r          | 6,1               | 642r            |
| Бразилія            | 45r           | 0,5               | 60r             |
| Гренландія          | …             | 0                 | 101r            |
| Еквадор             | 22r           | 0,2               | 66r             |
| Канада              | 428r          | 4,8               | 561r            |
| Колумбія            | 277r          | 3,1               | 303r            |
| Мексика             | 90r           | 1                 | 395r            |
| Панама              | 227r          | 2,5               | 384r            |
| Перу                | 681r          | 7,7               | 748r            |
| США                 | 2529r         | 28,4              | 3905r           |
| Чилі                | 1660r         | 18,7              | 2724r           |
| Австралія і Океанія | 99            | 1,1               | 109             |
| Папуа Нова Гвінея   | 99r           | 1,1               | 109r            |
| Разом               | 8896          | 100               | 13730           |
| rоцінка             |               |                   |                 |

Загальні запаси молібдену, враховані в 27 країнах світу (без Росії), на 1998 р. оцінювалися в 13730 тис.т (у 2005 р., за оцінкою Геологічної служби США, — 18400 тис.т), в тому числі підтверджені 8896 тис.т, або 64,8 %. Частка загальних запасів в світових ресурсах становить 48,7 %, підтверджених — 31,5 %.
Найбільші запаси мають вісім країн, на частку яких припадає 79,2 % загальних і 85,4 % підтверджених світових запасів молібдену. Це США — 28,5 % і 28,4 %, відповідно, Чилі — 19,8 % і 18,7 %, Китай — 8,7 % і 5,6 %, Перу — 5,5 % і 7,7 %, Вірменія — 5,1 % і 7,6 %, Канада — 4,1 % і 4,8 %, Аргентина — 3,9 % і 7,2 %, Казахстан — 5,6 % і 5,4 %.
Забезпеченість світової молібденової промисловості підтвердженими запасами складає у всьому світі 40 років.
Родовища молібдену поділяють на дві основні групи: власне молібденові і комплексні.

Перша група (власне молібденові) практично повністю представлена родовищами молібденпорфірового (штокверкового) геолого-промислового типу, в них укладено бл. 31 % підтверджених світових запасів. Вони забезпечують приблизно 29 % загальносвітового видобутку.

Друга група (комплексні) включає г. ч. мідно-молібденові родовища молібден-міднопорфірового типу (60 % підтверджених запасів і 60,4 % видобутку) і вольфрам-молібденові штокверкового і скарнового типів (6 % запасів і 6,5 % видобутку). На молібден-уранові жильно-штокверкові, мідно-молібденові скарнові і жильні, молібден-вольфрамові ґрейзенові родовища припадає 4 % світових підтверджених запасів. Існують ще молібденвмісні родовища (ванадієві, частина міднорудних, уранових і ін.), роль яких в світовій мінерально-сировинній базі молібдену сьогодні незначна.
Родовища молібденпорфірового типу зосереджені в основному в США, Росії і Канаді, відомі також у Китаї, Казахстані, Монголії і Ґренландії. Молібден-міднопорфірові родовища сконцентровані переважно в Чилі, Перу, Панамі, Мексиці, Канаді, Казахстані, Вірменії і Узбекистані. Майже всі вольфрам-молібденові штокверкові і скарнові родовища знаходяться в Китаї, Росії, Казахстані і Монголії.
Мінерально-сировинна база молібдену характеризується високою мірою концентрації запасів. У 30 великих родовищах, підтверджені запаси яких перевищують 100 тис. т, укладено 78,3 % світових запасів цієї категорії. Експлуатуються 17 з них, забезпечуючи 67,2 % світового видобутку. У їх число входять 8 надвеликих (понад 300 тис.т) родовищ, в яких зосереджено майже 50 % підтверджених запасів світу. З них розробляються п'ять, і частка їх у світовому видобутку становить 26 %.

## По країнах
Росія. Дані про запаси молібдену в РФ офіційно не оголошені. За даними західних джерел, економічні запаси Росії, відповідні частині підтверджених запасів, становлять 240 тис.т, а база запасів, або сума загальних запасів і частини умовно економічних ресурсів — 360 тис.т. Російські спеціалісти вважають цю оцінку істотно заниженою.
Росія володіє істотною частиною світових підтверджених запасів молібдену. На 1997 р. в країні було враховано 9 родовищ з балансовими запасами молібдену. З них сім, розташованих в Східному Сибіру, належать до розряду середніх і великих. До 40 % підтверджених запасів знаходиться в республіці Бурятія, переважно в штокверкових молібденових родовищах. У Читинській області — 28 % запасів, основна їх частина сконцентрована в молібденпорфірових родовищах. Якість руд основних родовищ Росії низька. Середній вміст молібдену в рудах в 1,5-2,5 раза нижчий середніх вмістів у основних зарубіжних молібденових родовищах. Більшість російських родовищ розташована в східних регіонах країни з недостатньо розвиненою інфраструктурою, на значному віддаленні від основних промислових центрів переробки молібденових концентратів, що різко збільшує собівартість кінцевих продуктів і істотно знижує їх конкурентоспроможність на світовому ринку. Однак на території країни — в Карелії, Мурманській, Свердловській, Челябінській областях і особливо на Далекому Сході — відома велика кількість недостатньо вивчених молібденоворудних об'єктів різного типу зі значними прогнозними і умовно економічними ресурсами.
У США, в надпотужних молібденпорфірових родовищах Гендерсон, Клаймакс, Куеста і Куотс-Гілл укладено бл. 70 % підтверджених запасів країни і 20 % світових. Вміст молібдену високий: 0,11-0,22 %. У Чилі (друге у світі за запасами молібдену) родовища комплексні молібден-міднопорфірового типу. Майже 76 % підтверджених запасів сконцентровано у двох надвеликих родовищах: Чукікамата і Ель-Теньєнте. Вміст молібдену в них відносно невисокий — 0,02-0,03 %.
У Китаї найбільші родовища: молібден-міднопорфірові — Циндуїчен (провінція Шаньсі) і Десін (Цзянсі), вольфрам-молібденові скарнові Янцзячжанцсі і Хуанподі (Ляонін), молібденпорфірове — Луанчуань (Хенань), молібден-вольфрамове ґрейзенове — Сихуашань (Цзянсі).
У Перу всі запаси молібдену укладені в численних молібден-міднопорфірових родовищах, з яких найбільшими, з підтвердженими запасами понад 100 тис.т, є: Куахоне (департамент Мокегуа), Антаміна (деп. Анкаш) і резервне Мічикільяй. Середнє за масштабами родовище Токепала в департаменті Такна має підтверджені запаси молібдену в 52 тис.т.
Запаси молібдену Вірменії характеризуються високою мірою концентрації, майже всі вони зосереджені в молібден-міднопорфірових родовищах Каджаранського рудного поля (понад 90 %) і в невеликому родовищі Агарак. Середній вміст молібдену в рудах невисокий (0,03 %), але родовища комплексні, розробляються відкритим способом і знаходяться в освоєному районі.
У Канаді основна частина молібденоворудних об'єктів розташована в провінції Британська Колумбія, головному гірничовидобувному регіоні країни, що має розвинену інфраструктуру. Велика частина (55 %) запасів молібдену зосереджена в двох великих родовищах молібденпорфірового типу. Це родовище Ендако (підтверджені запаси — 105 тис.т, вміст молібдену — 0,10-0,14 %) і подібне йому резервне родовище Кітсолт (114 тис. т, 0,11 %). Інша частина запасів укладена в порівняно невеликих, з підтвердженими запасами до 50 тис. т, родовищах молібден-міднопорфірового типу Хаклберрі, Гібралтар, Хайленд-Валлі та ін.). Планується освоєння недавно переоціненого родовища Казіно (Територія Юкон). Мінерально-сировинна база країни достатня для того, щоб Канада зберігала положення одного з основних світових виробників молібдену.
Аргентина. До числа країн, що володіють істотним мінерально-сировинним потенціалом молібдену, з недавнього часу можна віднести Аргентину. Підтверджені запаси цього металу в країні сконцентровані в двох родовищах молібден- міднопорфірового типу. Це велике родовище Ель-Пачон в провінції Хуан з підтвердженими запасами понад 100 тис.т, з вмістом молібдену в комплексних
молібден-срібно-мідних рудах 0,015-0,016 % і надвелике, також комплексне родовище Агуа-Ріка (провінція Катамарка) з підтвердженими запасами 385,9 тис. т, з вмістом молібдену в молібден-золото-мідних рудах 0,028-0,032 %.
У Казахстані розвідані запаси знаходяться в 33 переважно дрібних і середніх родовищах, середній вміст молібдену в рудах яких — 0,017 % Основна частина запасів (60 %) зосереджена в комплексних вольфрам-молібденових штокверкових, скарнових і жильних родовищах. Середні вмісти молібдену в рудах цих родовищ 0,04-0,07 %. Молібденово-мідні скарнові і молібден- міднопорфірові родовища характеризуються нижчим вмістом молібдену: від 0,005 % до 0,02 %. У Центральному Казахстані відоме також значне Шалгиїнське молібденпорфірове родовище, де середній вміст молібдену становить 0,11 %.
В Україні немає розвіданих родовищ молібдену, але є передумови для виявлення промислових запасів. Рудопрояви молібдену виявлені в північно-західній та центральній частині Українського щита. Це Вербинський і Устинівський рудопрояви в північно-західній частині Українського щита та Східносергіївський рудопрояв у Середньому Придніпров'ї. Крім того, у Східноприазовському блоці Українського щита у субвулканічних структурах виявлено рудопрояви молібдену, вольфраму, бісмуту, свинцю, срібла та ін. металів.
У 1986-1990 роках Морська геологознімальна партія Причорноморської пошуково-знімальної експедиції на борту науково-дослідного судна «Топаз» провела геолого-геофізичні дослідження континентального схилу і глибоководної западини північно-західної частини Чорного моря. В результаті літо-геохімічних досліджень була виявлена перспективність сапропелевих відкладень нижньо-чорноморського підгоризонту на молібден.